# Kintsugi

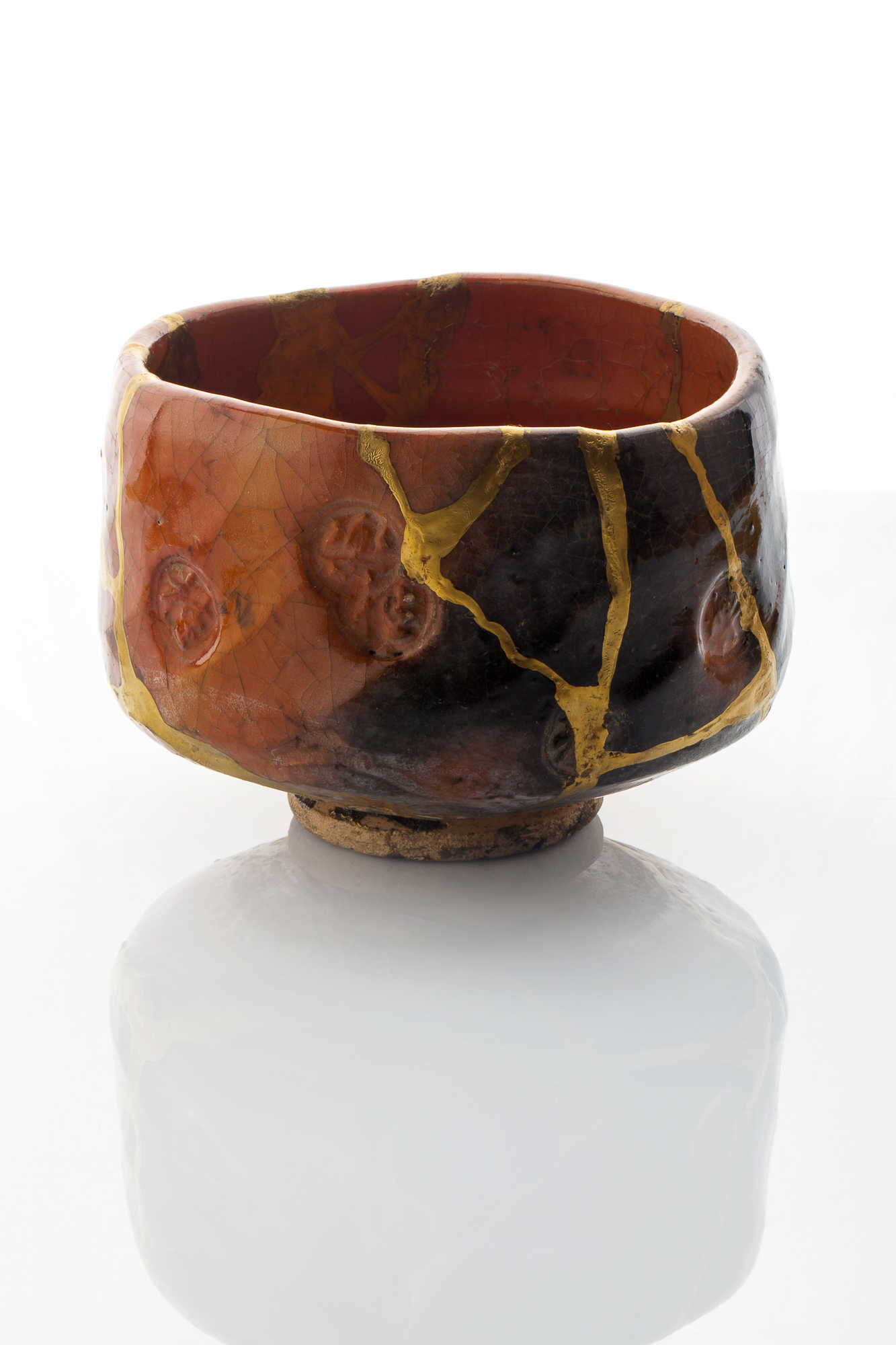
Kintsugi

Il kintsugi (金継ぎ AFI: [kʲĩnt͡sɨᵝɡʲi]), o kintsukuroi (金繕い), letteralmente "riparare con l'oro", è una tecnica di restauro ideata alla fine del 1400 da ceramisti giapponesi per riparare tazze in ceramica per la cerimonia del tè (chiamata cha no yu).
Le linee di rottura, unite con lacca urushi, sono lasciate visibili, evidenziate con polvere d’oro. Gli oggetti in ceramica riparati con l’arte Kintsugi diventano vere opere d’arte: l’impreziosire con la polvere d’oro accentua la loro bellezza, rendendo la fragilità un punto di forza e perfezione. Ogni ceramica riparata presenta un diverso intreccio di linee dorate unico e irripetibile per via della casualità con cui la ceramica può frantumarsi. La pratica nasce dall'idea che dall'imperfezione e da una ferita possa nascere una forma ancora maggiore di perfezione estetica e interiore.

## Storia
L’arte Kintsugi vede la sua origine in Giappone nel periodo Muromachi, sotto lo shogunato di Ashikaga Yoshimasa (1435-1490). Yoshimasa ruppe una delle sue tazze tenmoku; venne affidata a ceramisti cinesi che la cucirono, seguendo le linee di rottura, con graffe in ferro. Furiosa fu la reazione dell’ottavo shogun quando vide la sua tazza così rovinata. I maestri ceramisti giapponesi cercarono di mettervi riparo usando l’estetica del wabi sabi e i materiali a loro disposizione: per incollare i pezzi rotti della tazza venne usata la lacca urushi; le linee di rottura vennero ricoperte con polvere d’oro.
Il risultato ottenuto fu apprezzato da Yoshimasa; la sua tazza non solo era stata riparata ma aveva preso una vita nuova, carica delle sue imperfezioni e proprio per questo ricca di bellezza: era diventata unica.

## Tecnica
I materiali usati sono la lacca urushi, estratta dalla pianta autoctona Toxicodendron vernicifluum, farina di riso o di grano, tonoko, polvere d’oro e argento. Il processo di essiccazione della lacca, che viene usata come collante per la ceramica, come stucco e come adesivo per la polvere d’oro, avviene nel muro, un ambiente caldo (25°) con umidità relativa intorno al 70-80%. Il tempo di essiccazione varia da tre giorni a una settimana. Le linee di rottura prima stuccate e carteggiate, vengono rifinite con lacca urushi rossa a pennello su cui si lascia cadere la polvere d’oro.

## Filosofia
L’arte kintsugi non è solo un concetto artistico ma ha profonde radici nella filosofia Zen; partendo dal wabi-sabi, tre sono i concetti in essa racchiusi: mushin, anitya e mono no aware.
- Mushin (senza mente) è un concetto che esprime la capacità di lasciare correre, dimenticando le preoccupazioni, liberando la mente dalla ricerca della perfezione.
- Anitya si traduce con impermanenza; l’esistenza, senza eccezioni, è transitoria, evanescente e incostante: tutte le cose sono destinate alla fine. Accettare tale condizione è avere un approccio sereno e consapevole della vita.
- Mono no aware, empatia verso gli oggetti, è una malinconia triste e profonda per le cose; apprezzandone la loro decadenza si arriva ad ammirarne la bellezza.

L'arte del kintsugi viene spesso utilizzata come simbolo e metafora di resilienza.